# Т-80
Т-80 е основен боен танк от трето поколение, проектиран и произвеждан в СССР (а понастоящем в Русия и Украйна). Приет е на въоръжение през 1976 г. и е първият сериен танк в света с газотурбинен двигател. Първите образци, разработени и създадени от СКБ-2 (Специальное конструкторское бюро № 2) на основата на танка Т-64, са произвеждани от Кировския завод в Ленинград, вариантът Т-80У е произвеждан в Омск, а Т-80УД – в Харков (танкът Т-72 е разработка на съвсем друго бюро и завод – „Уралвагонзавод“ в Нижни Тагил). На въоръжение е в Русия, Украйна, Беларус, Узбекистан, Кипър, Република Корея, Ангола, Йемен, Египет и Пакистан.

## История на създаването
Първият танк от ново поколение – „Обект 219 сп 1“, е произведен през 1969 г. и силно наподобява опитния харковски танк Т-64Т с газотурбинен двигател. Машината е с двигател ГТД-1000Т с мощност 1000 к.с., създаден от Климовското научнопроизводствено обединение в Ленинград (днес Санкт Петербург). Следващият прототип – „Обект 219 сп 2“, съществено се отличава от Т-64 – по-мощният двигател и увеличената маса изискват съществени изменения на ходовата част: вериги с гумирани улеи, хидроамортизатори и торсионни валове с подобрени характеристики, опорни и поддържащи ролки, водещи и направляващи колела с нова конструкция. От танка Т-64А са взети оръдието, боеприпасите и механизмът за зареждането им, елементи от системата за управление на огъня и бронезащитата. Приет е на въоръжение през 1976 г.
През 1978 г. е извършена първата по-сериозна модификация – Т-80Б. Танкът вече може да изстрелва през оръдието и управляем реактивен снаряд – 9М112, чрез комплекса „Кобра“. Подобрена е системата за управление на огъня – 1А33, оръдиетое модерницирано 2А46-2, добавена е система за изстрелване на димни гранати 902А „Туча“, увеличена е бронировка на куполата.
Вариантът Т-80Б е развит през 1985 г. в Т-80БВ. Основното преимущество е монтирането на навесна динамична защита от първо поколение „Контакт-1“.
В същата година на въоръжение влиза и танкът Т-80У, който се явява сериозно подобрение на Т-80Б. Промените засягат голяма част от танка, но най-важните са свързани с подобрената защита. Вече се монтира вградена динамична защита от второ поколение „Контакт-5“, увеличена е и бронировката, което води до увеличена маса – 46 t. Двигателят ГТД-1250 (от 1990 г.) е с увеличена мощност – 1250 к.с. Сериозно е подобрена и системата за управление на огъня – 1А45 „Иртыш“, увеличен е и боекомплектът на оръдието – 45 снаряда (при 40 за базовия Т-80).
През 90-те и първите години от 21 век модификациите на Т-80У са снабдени с радиопоглъщащо покритие, с топловизорни прицели, комплекс електро-оптическа активна защита от високоточни оръжия „Штора-1“, комплекс за активна защита „Арена-Э“ и нови средства за комуникация.

## Описание на конструкцията

### Компоновка
Танкът е построен по класическа схема – отделение за управление в предната част, бойна част – в средата, и машинно-трансмисионно отделение в задната част. Екипажът се състои от трима души – командир, мерач и механик-водач. Механик водачът е разположен в средата на отделението за управление. Видимостта му е подобрена, като са монтирани три прибора за наблюдение ТНПО-160, както е при танковете Т-64 и Т-72. Предвидено е и подгряване на мястото на механик водача с отнемане на въздух от газотурбинния двигател. Бойното отделение е сходно с това на Т-64Б.

### Двигател и трансмисия
Двигателят на Т-80 е разположен надлъжно в машинно-трансмисионното отделение в задната част. Това води и до леко удължаване на корпуса в сравнение с Т-64А. Двигателят е газотурбинен ГТД-1000Т, достигащ 1000 к.с. За версиите Т-80Б и Т-80БВ двигателят е ГТД-1000ТФ с мощност 1100 к.с., за версия Т-80У – ГТД-1250 с мощност 1250 к.с., а за дизеловата версия Т-80УД-6ТД с мощност 1000 к.с.
Двигателят е изпълнен в един блок с понижаващ конично-цилиндричен редуктор, кинематически свързан с двете бордови планетни предавателни кутии. В състава на моноблока влизат двигателя, въздухоочистител, маслени резервоари и радиатори на двигателя и трансмисията, горивни филтри и приводни агрегати, горивоподаваща помпа, компресор, вентилатори от системата за охлаждане и прахоотстраняване, генератор, стартер и трансмисионна маслена помпа. Двигателят може да работи с авиационен керосин ТС-1 или ТС-2, с дизелово гориво, както и с автомобилни нискооктанови бензини.
В машинно-трансмисионното отделение се намират и четири горивни резервоара с вместимост 385 l (общо запасът от гориво на танка е 1140 l).
Трансмисията е механична, планетна. Състои се от два агрегата, всеки от които има бордова предавателна кутия, бордов редуктор и хидросервоприводи на системите за управление на движението. Трите планетни реда и петте фрикционни устройства осигуряват четири предавки напред и една назад.
Верижният задвижващ механизъм се състои от вериги с гумено-металически шарнири, опорни ролки с гумени шини и поддържащи ролки с външна амортизация и механизъм за натягане от червячен тип.
Окачването е индивидуално, торсионно с несъосно разположение на торсионните валове, с хидравлични и телескопични амортизатори на 1, 2 и 6 ролка.

### Въоръжение
Основното въоръжение на танка е 125-mm гладкостволно оръдие 2А46-1 с ежектор за продухване на цевта и топлозащитен кожух. Боекомплектът на оръдието включва 40 снаряда с разделно-гилзово зареждане. От тях 28 са заредени в хидромеханичния механизъм за зареждане, останалите са разположени в куполата и в отделението за управление. За версии Т-80Б и Т-80БВ модификациите на оръдията съответно са 2А46-2 и 2А46М-1 с 38 снаряда, а за Т-80У и Т-80УД – 2А46М-1 или 2А46М-4 с 45. В боекомплекта влизат осколочно-фугасни снаряди, кумулативни и бронебойно-подкалибрени. Вариантите Т-80Б, Т-80БВ и Т-80У са съоръжени и с управляем ракетен комплекс: 9К112-1 „Кобра“ за Т-80Б, 9К119 „Рефлекс“ – за Т-80БВ, и 9К119М „Рефлекс-М“ за Т-80У.
Системата за управление на огъня включва лазерен мерник-далекомер с независима стабилизация във вертикална плоскост ТПД-К1, перископичен електронно-оптичен пасивно-активен нощен прибор ТПНЗ-49-23 със зависима стабилизация на полезрението, двуплоскостен електрохидравличен стабилизатор 2Э28М2.
Вариантите Т-80Б и Т-80БВ са снабдени с комплекс за управление на огъня 1А33: лазерен далекомер 1Г42, стабилизатор 2Э26М, блок за разрешаване на изстрела 1Г43, балистичен изчислител 1Б517, комплект датчици, преобразовател на напрежението.
Вариантът Т-80У е снабден с комплекс за управление на огъня 1А45 „Иртиш“, който е с дублирано управление и от командира: лазерен далекомер 1Г46, електронен балистичен изчислител, двуплоскостен електрохидравличен стабилизатор 2Э42, блок за разрешаване на изстрела 1Г43, прицелно-навигационен комплекс ТПН-4С, комбиниран нощен прицел ТПН-4 „Буран ПА“, командирски мерно-наблюдателен комплекс ПКН-4С, комбиниран дневно-нощен командирски мерник ТКН-4С с независима стабилизация на полезрението във вертикална плоскост. От 1992 г. на версия Т-80УМ се монтира и топловизор „Агава-2“.
С оръдието е сдвоена 7,62-mm картечница ПКТ, а за стрелба по въздушни цели отвън на куполата е монтирана 12,7-mm зенитна картечница НСВТ, с която стреля командирът на танка.

### Защита
Корпусът на танка е изработен от заварени листове от валцувана стомана. Челната броня е заварена с голям ъгъл на носовите детайли. Куполата е лята, с композитна металокерамична броня. Челната част на корпуса и куполата допълнително са защитени с навесна динамична защита „Контакт-1“ (Вариантът Т-80У има динамична защита от второ поколение „Контакт-5“). Бордовете и ходовата част са защитени с противокумулативни екрани от гумирана тъкан. За създаване на маскировъчна димна завеса в първите версии се използва ТДА – термодимова апаратура. От вариант Т-80Б се монтира система за пускане на димни гранати 902А „Туча“.

## Модификации
- Обект 219 сп 1 – модификация Т-64А с газотурбинен двигател ГТД-1000Т. В хода на изпитанията се проявява ненадеждността на ходовата част на Т-64. Общо са построени 31 танка.
- Обект 219 сп 2 – предсериен образец с нова ходова част. Построени са 127 танка между 1971 и 1976 г.
- Обект 219 сп 2 – основен боен танк Т-80. Първият приет на въоръжение сериен вариант с двигател ГТД-1000Т (1000 к.с.), купола на Т-64А, 125-мм оръдие 2А46-1 с топлозащитен кожух и оптически прицел-далекомер ТПД-2-49. Маса – 42 т. Произвеждан серийно между 1976 и 1978 г.
- Т-80Б или Обект 219Р – основен боен танк, приет на въоръжение през 1978 г. Оборудван е с комплекс за управляеми ракети 9К112-1 „Кобра“ и система за управление на огъня 1А33 (лазерен далекомер 1Г42, БВ 1В517, стабилизатор 2Э26М, блок за разрешаване на изстрела 1Г43, комплект датчици), оръдие 2А46-2, система за изстрелване на димни гранати 902А „Туча“, увеличена бронировка на куполата; от 1980 г. се монтира двигател ГТД-1000ТФ (1100 к.с.) и купола, унифицирана с Т-64Б; от 1982 г. се монтира оръдие 2А46М-1. Маса – 42,5 t.
- Т-80БВТ-80БВ или Обект 219РВ – основен боен танк, приет на въоръжение през 1985 г. Модификация на Т-80Б с навесна динамична защита „Контакт“. Маса 43,7 t.
- Т-80БК или Обект 630. Командирски вариант на Т-80Б с допълнителна навигационна и радиоаппаратура.
- Т-80У (У – „улучшений“) или Обект 219АС – основен боен танк, приет на въоръжение през 1985 г. Оборудван е с: комплекс за управляеми ракети 9К119 „Рефлекс“ и комплекс за управление на огъня 1А45 „Иртыш“ (включващ лазерен прицел-далекомер 1Г46, електронен балистичен изчислител, стабилизатор 2Э42, прицелно-навигационен комплекс ТПН-4С, комбиниран нощен прицел ТПН-4 „Буран-ПА“), оръдие 2А46М-1, система за изстрелване на димни гранати 902Б „Туча“, бързодействаща автоматична противопожарна система 3ЭЦ13 „Иней“, нова комбинирана броня с вградена динамична защита; от 1990 г. се монтира двигател ГТД-1250 (1250 к.с.) и комплекс за управляеми ракети 9К119М „Инвар“. Маса – 46 t.
- Т-80УДТ-80УД „Берёза“ или Обект 478Б. Приет на въоръжение в 1987 г. Оборудван е с дизелов двигател 6ТД (1000 к.с.), зенитна картечница с дистанционно управление; първите варианти имат навесна динамична защита, от 1988 г. – вградена динамична защита, както при Т-80У; маса – 46 t; след 1995 г. Т-80УД на руската армия са изведени от експлоатация.
- Т-80УК или Обект 630А. Командирски вариант на Т-80У, приет на въоръжение в началото на 90-те. Оборудван е с: комплекс електро-оптическа активна защита от високоточни оръжия „Штора-1“, топловизор „Агава-2“, нов атмосферен датчик, радиостанции Р-163У и Р-163К, навигациона система ТНА-4, система за дистанционно взривяване на осколочно-фугасни снаряди, автономна енергоустановка АБ-1-П28.
- Т-80УА или Обект 219АМ-1. Модернизация на танка Т-80У.
- Т-80УЕ – модификация от 1995 г. Оборудван е с хидрообемна предавка и нови органи на управление.
- Т-80УЕ-1 или Обект 219АС-1. Модернизация на Т-80БВ, на въоръжение от 2005 г. Купола като на Т-80УД (аналогична на Т-80У), усъвършенствана система за управление на огъня 1А45-1, включваща топловизорен прицел „Плисса“, и др.
- Т-80УМ или Обект 219АС-М. Модернизация от 1992 г. на Т-80У (оборудван е с топловизор „Агава-2“, радиопоглъщащо покритие, радиостанция Р-163-50У).
- Т-80УМ1 „Барс“ или Обект 219АС-М1. Вариант на Т-80УМ от 1997 г., оборудван с комплекс за активна защита „Арена-Э“, двигател ГТД-1250Г, оръдие 2А46М-4, комплекс електро-оптическа активна защита от високоточни оръжия „Штора-1“, прибор за нощно виждане ТВН-5, радиостанции Р-163-50У, Р-163УП, климатична система.
- Т-80БВМ – руска модернизация на Т-80БВ на „Омсктрансмаш“. Модернизацията включва многоканален прицел на мерача „Сосна-У“, 125-mm оръдие 2A46М-4, преработен газотурбинен двигател ГТД-1250ТФ с 1250 к.с., нова радиостанция Р-168-25У-2, преработен механизъм за зареждане, решетести противокумулативни екрани, комплекс за реактивна защита „Реликт“, а от 2018 г. – активна защита „Арена-М. Маса – 46 t. Предвижда се обновените танкове да бъдат изпратени в поделения зад полярния кръг.[1]

- Обект 478ДУ1 – украински експортен вариант на танка Т-80УД.
- Т-84 или Обект 478ДУ2 – украински основен танк, който е усъвършенстван вариант на Т-80УД. Оборудван е с комплекс електро-оптическа активна защита от високоточно оръжия „Штора-1“ и нова динамична защита.
- Т-84-120 „Ятаган“ – украински експортен вариант на Т-84, разработен през 2000 г., създаден специално за доставка в Турция. Оборудван е с дизелов двигател 6ТД-2 (1200 к.с.), 120-мм оръдие (по стандарт на НАТО), картечница FN Herstal – Белгия, нова заварена купола, вградена динамична защита „Нож“, топловизорен прицел „Буран-Катрин-Э“.
- Т-84У „Оплот“ или Обект 478ДУ9. Усъвършенстван вариант на Т-84. Съоръжен с комплекс за динамико-електронна защита „Варта“, вградена динамична защита „Нож“, цифрова система за управление на огъня и топловизорен прицел.
- БМ „Оплот“ или Обект 478ДУ9-1 – украински основен танк, приет на въоръжение в 2009 г. Усъвършенстван вариант на Т-84У с двигател 6ТД-2Е с мощност 1200 к.с., вградена динамична защита „Дуплет“, комплекс за динамико-електронна защита „Варта“, цифрова система за управление на огъня и топловизорен прицел.
- БМ „Оплот-Т“ или Обект 478ДУ9-Т – експортна версия на БМ „Оплот“ за Тайлад. Отличава се от базовата по добавения климатик за екипажа и спомагателен двигател. Украински танк БМ „Оплот“ на тържествата за 9 май в Харков, 2011 г.

### Опитни образци
- Обект 219А – опитен основен танк Т-80А. Разработва се от средата на 70-те успоредно с „Обект 478“. Опитен образец е построен през 1982 г., а през 1984 г. е оборудван с навесна динамична защита.
- Обект 640 – опитен основен боен танк Т-80УМ2.
- Обект 291 – опитен образец от 1993 – 1995 г., оборудван с двигател ГТД-1250 с мощност 1250 к.с. и спомагателна силова установка ГТА-18, 125-мм оръдие 2А46М-4, автоматична противопожарна система „ИНЕЙ“, нощен прибор на механик-водача ТВН-5 „Манго“, комплекс за управление на огъня 1А45М (танков прицел на мерача1Г46М, информационно-управляваща система 1В558, стабилизатор 2Э42М), топловизор „Агава-2“ и ново оборудване за сомоокопаване, радиопоглъщащо покритие РПЗ-86М. Преработен е механизмът за зареждане на оръдието.
- Обект 292 – опитен образец на основата на Т-80У от началото на 90-те години, оборудван с нова купола, 152-mm оръдие ЛП-83 и нов механизъм за зареждане.[2]
- Обект 219М – вариант за комплексна модернизация на танка Т-80БВ.
- Обект 219РД – опитна модификация на танка Т-80Б с дизелов двигател А-53-2 (2В-16-2) мощност 1000 к.с.
- Обект 219Е – опитна модификация на танка Т-80Б, оборудвана с комплекс електро-оптическа активна защита от високоточно оръжия „Штора-1“.
- Обект 644 – опитна модификация на Т-80 с дизелов двигател В-46-6.
- Обект 478 – опитен основен танк. Има шаси на Т-80 с дизелов двигател 6ТД и кула от „Обект 476“ (версия на Т-64).
- Обект 478М – проект за основен танк от 1976 г. Модернизация на „Обект 478“. Оборудван е с комплекс за активна защита „Шатёр“ и нов дизелов двигател 12ЧН с мощност 1500 к.с.
- Обект 478БК – опитна модификация на Т-80УД със заварена купола.
- Обект 478Д – опитен основен танк на основата на Т-80УД, оборудван е със система за управление на ракетни снаряди „Айнет“.
- Обект 478ДУ – украински опитен основен танк на основата на Обект 478Д с модифицирана ходова част.
- Обект 478ДУ3 – украински проект за модернизация на Т-80УД.
- Обект 478ДУ4 – украинска опитна модернизация на Т-80УД, оборудвана с нова предавателна кутия.
- Обект 478ДУ5 – украинска опитна модернизация на Т-80УД, оборудвана с климатизация на бойното отделение.
- Обект 478ДУ6 – украински проект за модернизация на Т-80УД.
- Обект 478ДУ7 – украински проект за модернизация на Т-80УД.
- Обект 478ДУ8 – украински проект за модернизация на Т-80УД.

### Машини на основата на танка
- Ладога – командно-щабна и разузнавателна машина.
- БРЭМ-80У – бронирона ремонтно-евакуационна машина.
- Мста-С – 152-mm самоходна артилерийска установка.
- 2С7 Пион – 203-mm самоходна артилерийска установка.
- БТМ-4М – бързоходна траншейна машина на основата на 2С7 Пион.
- С-300В – зенитно-ракетен комплекс.
- СПМ – специална пожарна машина.

- ПТС-4 – плаващ транспортьор.

## Бойно използване
Въпреки че е замислен като танк за пълномащабни бойни действия, Т-80 не е използван в това си качество, а най-вече в конфликти в градски условия.

### Августовският пуч
На 19 август 1991 г. заговорници от консервативното крило на КПСС опитват да свалят Михаил Горбачов от поста президент на СССР. В столицата Москва са вкарани войски, сред които специалните части „Алфа“, Тулската въздушно-десантна дивизия, Таманската мотострелкова дивизия и 4-та гвардейска Кантемировска танкова дивизия, в която на въоръжение са танкове Т-80УД. Опитът за преврат, станал по-късно известен като Августовския пуч, се проваля, а танковете не вземат реално участие в конфликта.

### Разстрелът на „Белия дом“
В края на септември 1993 г. конфликтът между президента на Руската федерация Борис Елцин и премиера Виктор Черномирдин от една страна, и от друга, противниците на тяхната политика – вицепрезидентът Александър Руцкой и депутати от парламента, начело с Руслан Хасбулатов, по това време председател на Върховния съвет на Руската федерация, навлиза в нова фаза. Депутатите се опитват да отнемат пълномощията на президента Елцин, а в отговор той обявява извънредно полжение в Москва и изпраща войски срещу парламента. Сутринта на 4 октомври танкове Т-80УД на 12 гвардейски танков полк на 4-та гвардейска Кантемировска танкова дивизия започват обстрел на сградата на парламента, известна като „Белия дом“.

### Първата Чеченска война
Танковете Т-80Б са използвани най-вече при атаката на Грозни през 1994 – 1995 г. Тъй като не са оборудвани с реактивна броня, а и екипажите не са подготвени за боеве в градски условия, руската страна търпи доста загуби от ръчни гранатомети, с които противникът се цели най-вече в моторно-трансмисионното отделение. След този конфликт танковете Т-80 не се използват за бой в градски условия, а за поддръжка на пехотата от безопасно разстояние. След този конфликт руските въоръжени сили се отказват от закупуването на танкове с газотурбинни двигатели.

### Гражданска война в Йемен
По време на сражения в столицата Сана срещу шиитските бунтовници правителствените сили губят няколко танка Т-80БВ.

## На въоръжение
- Русия – около 450 Т-80БВ и Т-80У (и 3000 Т-80БВ и Т-80У на съхранение)[4]. От 2017 г. започва модернизация на наличните Т-80 до ниво Т-80БВМ.
- Беларус – 69 Т-80БВ[5]
- Монголия – през 1988 г. 45 бр. Т-80 са купени от НРБ (купени от нея от СССР, но голяма част продадени на други страни), но през 1990 г. монголското военно ръководство се отказва временно от Т-80, заради интерес към Т-72. [6]
- Великобритания – няколко Т-80У, закупени от подставени фирми за изпитания през 1992 г.
- Йемен – 66 Т-80[7]
- Кипър – 82 Т-80У[8]
- Република Корея – 80 Т-80У[9]
- Пакистан – 320 Т-80УД[10]получени през 1999 г. от Украйна.
- САЩ – 1 Т-80У, предаден от Великобритания. 4 танка Т-80УД са получени през 2003 г. от Украйна.
- Украйна – 66 Т-80БВ (10 Т-84 Оплот и 150 Т-80 на съхранение)[11]

## Бивши оператори
- Азербайджан – 60 Т-80У към 2009 г.
- Ангола – известно количество Т-80 към 2013 г.
- СССР – след разпада на съюза танковете се намират в новообразуваните държави, най-вече в Русия.